# Broticosia
Broticosia is een vliegengeslacht uit de familie van de roofvliegen (Asilidae).

## Soorten
- B. calabyi Paramonov, 1964
- B. calignea Daniels, 1975
- B. paramonovi (Hull, 1962)
- B. rapax Hull, 1958